# Никитина, Елена Валерьевна
Еле́на Вале́рьевна Ники́тина (род. 2 ноября 1992, Москва) — российская скелетонистка, бронзовый призёр Олимпийских игр 2014 года, трёхкратный призёр чемпионатов мира, 4-кратная чемпионка Европы 2013, 2017, 2020 и 2021 годов (в 2013 году одержала первую победу на первенстве континента для российских скелетонисток). Обладательница Кубка мира по скелетону 2018/19. Первая спортсменка из России, выигравшая женский кубок мира.Участница зимних Олимпийских игр-2022 в Пекине

## Биография
Елена Никитина пришла в скелетон в 2008 году из футбола (которым до того занималась пять лет и уже выступала за сборную Москвы). Позанимавшись некоторое время скелетоном, она — неожиданно для себя — выиграла спартакиаду, после чего выбор в пользу скелетона был для неё предрешён.

### Сборная России
В состав национальной сборной вошла в 2009 году. В 2010 году — дебют на международных соревнованиях. До 2012 года Елена выступала в Кубке Европы и Межконтинентальном кубке. В 2012 году она выступила на чемпионате мира среди юниоров в Иглсе и заняла там восьмое место.
Сезон 2012/13 Никитина начала в Кубке Америки, выступив на двух этапах в Калгари, а 7 декабря дебютировала в розыгрыше Кубка мира, заняв в немецком Винтерберге 10-е место, став лучшей из российских спортсменок.
18 января 2013 года в Игльсе 20-летняя Никитна сенсационно выиграла чемпионат Европы. Для Елены это был всего лишь третий старт в Кубке мира. На последнем этапе Кубка мира 2012/13 в Сочи заняла пятое место. На чемпионате мира 2013 года в Санкт-Морице выступила неудачно, показав только 16-е время.
Следующие 4 сезона в Кубке мира сложились в целом неудачно, Никитина лишь трижды попадала в тройку лучших на отдельных этапах, а в общем зачёте не поднималась выше 13-го места.

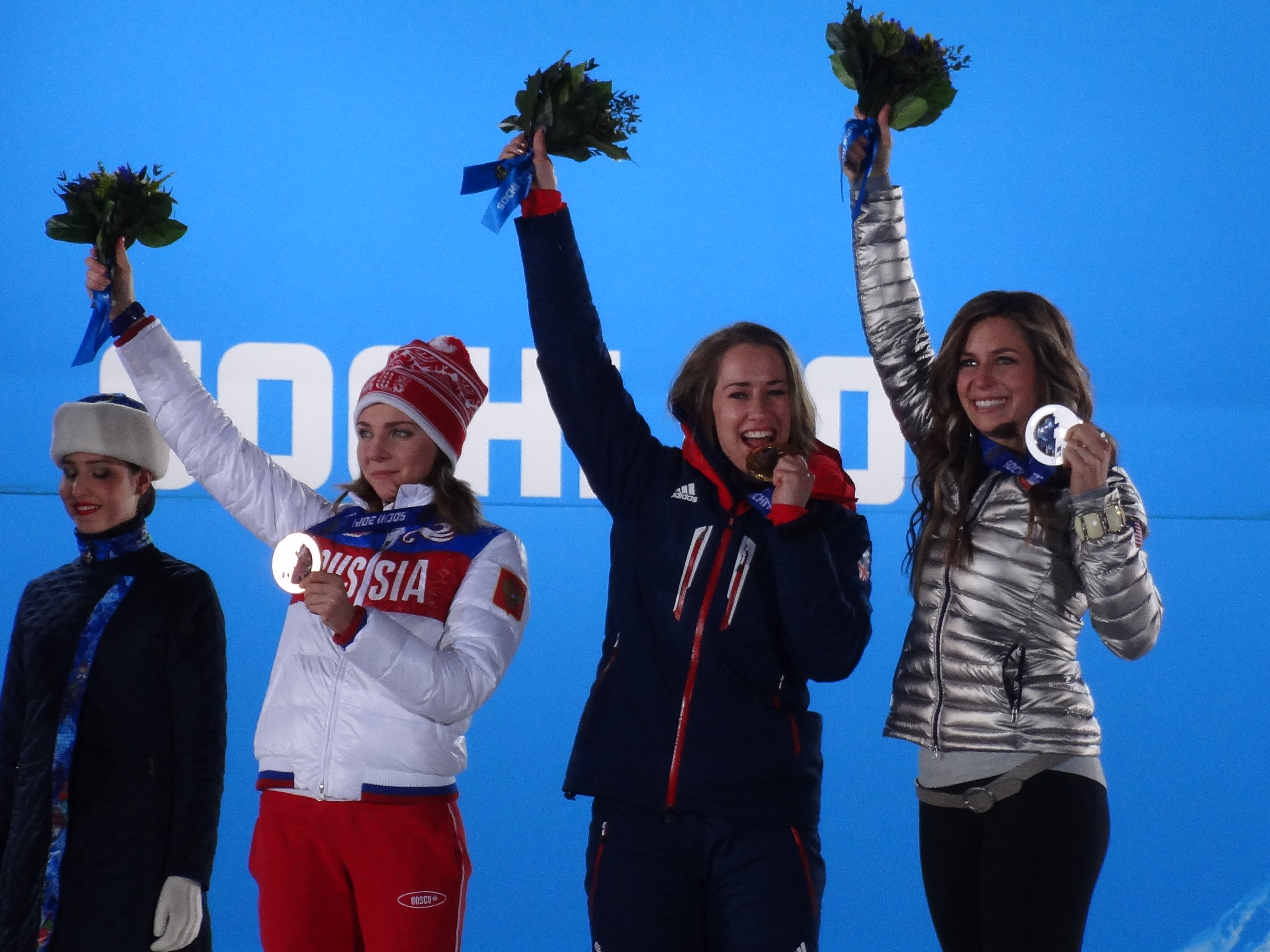
Призёры по скелетону (женщины). XXII зимние Олимпийские игры в Сочи

На Олимпийских играх 2014 года на домашней трассе «Санки» сумела завоевать бронзовую медаль. При этом Елена всего на 0,04 сек опередила американку Кэти Юлендер в борьбе за третье место.
В 2016 году Никитина выиграла бронзу в одиночках на чемпионате мира в Игльсе, а также стала серебряным призёром в смешанной бобслейно-скелетонной эстафете (позднее Россия была лишена этой награды). На следующем чемпионате мира 2017 года в Кёнигсзе выступила неудачно, заняв девятое место.
В сезоне 2017/18 одержала две победы на этапах Кубка мира и заняла четвёртое место в общем зачёте. Этап в середине декабря в Игльсе, выигранный Никитиной, также являлся чемпионатом Европы, таким образом Никитина стала двукратной чемпионкой Европы. Рассматривалась как одна из претендентов на победу на Олимпийских играх 2018 года, но МОК не допустил Никитину до соревнований.
В сезоне 2018/19 выиграла три этапа Кубка мира и ещё дважды занимала второе место, что позволило Никитиной выиграть общий зачёт Кубка мира, опередив на 66 очков немку Тину Херман. На чемпионате мира 2019 года в канадском Уистлере Никитина была одним из фаворитов, но заняла только пятое место в одиночках.

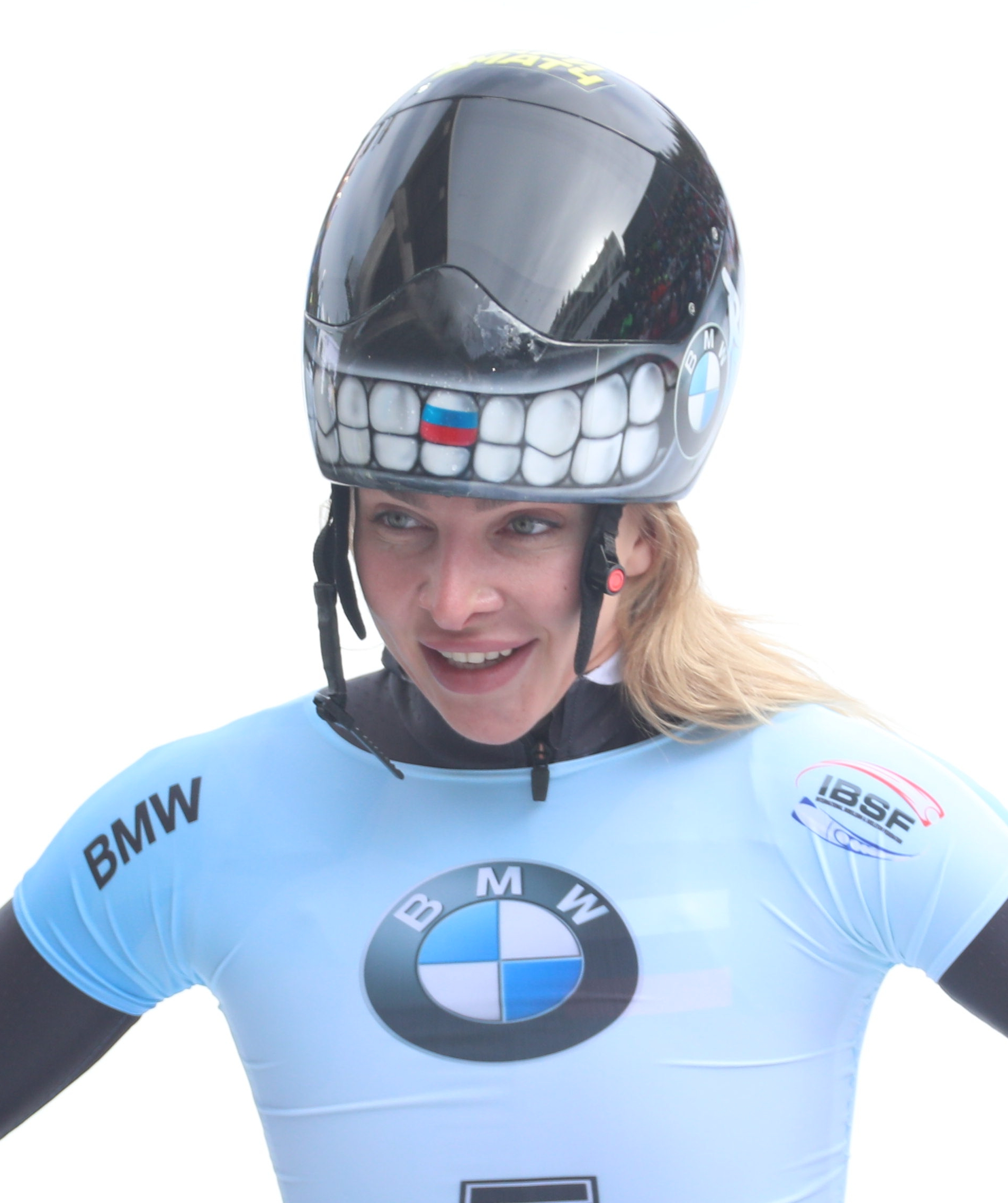
Никитина на чемпионате мира 2020 года

В сезоне 2019/20 вновь выиграла три этапа Кубка мира, в том числе этап в Сигулде, который являлся чемпионатом Европы. В общем зачёте Кубка мира Никитина стала третьей. На чемпионате мира в Альтенберге заняла пятое место в одиночках.
В сезоне 2020/21 Никитина выиграла три этапа Кубка мира, в том числе этап в Винтерберге, который являлся чемпионатом Европы. Таким образом стала 4-кратной чемпионкой Европы. Никитина пропустила 2 из 8 этапов Кубка мира, из-за этого заняла только шестое место в общем зачёте, который выиграла австрийка Жанин Флок, попадавшая в тройку лучших на всех 8 этапах. После сезона 2020/21 Никитина делила первое место в истории по общему количеству побед на этапах Кубка мира с тремя другими скелетонистками (по 12).
12 февраля 2021 года на чемпионате мира в немецком Альтенберге завоевала бронзовую медаль в одиночках. Никитина выиграла первый заезд и показала третий результат во втором, однако третий и четвёртый заезды сложились для Елены неудачно (16-е и 9-е время), однако запаса хватило для того, чтобы удержать третье место — Алина Тарарыченкова и София Грибель отстали всего на 0,02 сек. 13 февраля вместе с Александром Третьяковым стала бронзовым призёром в смешанной командной дисциплине.
В ноябре 2021 года выиграла два этапа Кубка мира в австрийском Игльсе, однако затем этапы в Германии и Латвии сложились неудачно, и Елена к новому году выпала из тройки лидеров Кубка мира.

### Дисквалификация
22 ноября 2017 года решением Международного олимпийского комитета за нарушение антидопинговых правил лишена бронзовой медали в женском скелетоне Олимпийских игр 2014 года в Сочи. Вскоре была подана апелляция и 1 февраля Спортивный арбитражный суд её удовлетворил «…санкции аннулируются и индивидуальные результаты, достигнутые в Сочи 2014 года, восстанавливаются…».

## Награды и звания
- Медаль ордена «За заслуги перед Отечеством» II степени (24 февраля 2014 года) — за большой вклад в развитие физической культуры и спорта, высокие спортивные достижения на XXII Олимпийских зимних играх 2014 года в городе Сочи[12][13].
- Заслуженный мастер спорта России (17 февраля 2014 года)[14].